# NGC 7272
NGC 7272 ist eine Balken-Spiralgalaxie vom Hubble-Typ SBa im Sternbild Pegasus am Nordsternhimmel. Sie ist schätzungsweise 464 Millionen Lichtjahre von der Milchstraße entfernt.
Das Objekt wurde am 7. August 1864 von dem Astronomen Albert Marth entdeckt und später von Johan Dreyer in seinen New General Catalogue aufgenommen.